# Olga Nikolajewna Solomina

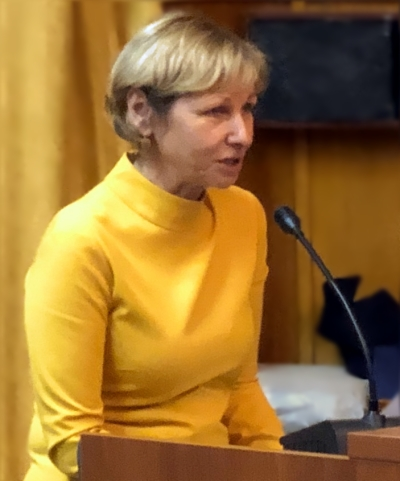
Olga Nikolajewna Solomina (2018)

Olga Nikolajewna Solomina (russisch Ольга Николаевна Соломина; * 21. Dezember 1956 in Moskau) ist eine sowjetisch-russische Glaziologin und Hochschullehrerin.

## Leben
Solomina begann 1977 im Moskauer Institut für Geographie der Akademie der Wissenschaften der UdSSR (AN-SSSR, seit 1991 Russische Akademie der Wissenschaften (RAN)) in der Abteilung für Glaziologie zu arbeiten. Sie studierte an der Lomonossow-Universität Moskau (MGU) in der Abend-Abteilung der Fakultät für Geschichtswissenschaft mit Abschluss 1981.
Solomina blieb im Institut für Geographie der AN-SSSR und verteidigte 1987 mit Erfolg ihre Dissertation über die Methodik der Untersuchung der Dynamik der Gebirgsvereisung im Holozän anhand von Bioindikatoren für die Promotion zur Kandidatin der geographischen Wissenschaften. 1998 verteidigte sie mit Erfolg ihre Doktor-Dissertation über die Gebirgsvereisung des nördlichen Eurasiens im Holozän für die Promotion zur Doktorin der geographischen Wissenschaften. 2003 wurde sie zum Korrespondierenden Mitglied der RAN in der Sektion Ozeanologie, Physik der Atmosphären und Geographie gewählt.
Solomina war führende Autorin des Vierten Sachstandsberichts (2007) und des Fünften Sachstandsberichts (2013/2014) des Intergovernmental Panel on Climate Change (IPCC), dessen Mitglied sie ist. Seit 2014 ist sie Professorin der Staatlichen Universität Tomsk.
Seit 2015 ist Solomina als Nachfolgerin Wladimir Michailowitsch Kotljakows Direktorin des Instituts für Geographie der RAN, das 2018 sein 100-jähriges Bestehen feierte. Seit 2019 ist sie wissenschaftliche Leiterin der Fakultät für Geographie und Geoinformationstechnologie der Nationalen Forschungsuniversität und Hochschule für Ökonomie (NIU WSchE) in Moskau.
Solominas Arbeitsgebiete sind die Paläoklimatologie, die Gletscherfluktuationen im Holozän, die Dendrochronologie, die Moränendatierung und die Rekonstruktion von Naturkatastrophenprozessen in Gebirgen. Sie führte Untersuchungen im Kaukasus, im Tian Shan, im Altai, auf der Krim, im Ural, in Fernost, in der Arktis und Antarktis und in der Osteuropäischen Ebene durch.

## Mitgliedschaften
- Nationales Komitee der RAN für Zukunft der Erde (Vorsitz)[2]
- Russisches Nationales Komitee der Internationalen Geographischen Union
- International Geosphere-Biosphere Programme (Vizepräsidentin)
- International Association of Cryospheric Sciences (Vizepräsidentin)[3]
- Expertenrat des nationalen Chrustalny-Kompass-Preises
- Kommission für Quartärforschung

## Ehrungen, Preise
- Friedensnobelpreis (2007 als Mitglied des IPCC)[3]
- Russian Highly Cited Researchers Award der Clarivate Analytics Company (2017 nach der Übernahme 2016 von Thomson Reuters)
- Preis Cosmopolitan. Sila w schenschtschine (Frauenkraft) im Bereich Wissenschaft (2019)[6]